# Alfredo del Mazo Vélez
Alfredo del Mazo Vélez  (Atlacomulco, Estado de México; 21 de agosto de 1904-Ciudad de México, 19 de diciembre de 1975) fue un político mexicano, miembro del Partido Revolucionario Institucional. Se desempeñó como gobernador del Estado de México de 1945 a 1951, siendo el primer gobernador de dicho estado en ocupar su cargo durante un sexenio debido a las reformas constitucionales de aquellos años.

## Biografía
Alfredo del Mazo Vélez fue hijo de Manuel Del Mazo Villasante, quien fue presidente Municipal de su pueblo natal. Realizó sus primeros estudios ahí mismo, acudiendo a la primaria y posteriormente a la secundaria. Continuó después con sus estudios superiores encaminados a la Ingeniería, fue así como trabajó en la construcción de importantes obras en algunos lugares del país.
Ocupó por un tiempo, en la Ciudad de México, el cargo de Jefe de inventarios y Almacenes de la Comisión Nacional de Caminos; en 1939 fue nombrado Presidente de la colonia irrigación y en 1940 ocupa el cargo de Jefe del Departamento Administrativo de la Comisión Nacional de irrigación. En 1942 al llegar don Isidro Fabela Alfaro a la Gobernatura de dicha entidad, del Mazo es designado Tesorero General del Estado, durando solamente un año en el cargo, pues volvió a ser designado por Fabela como Secretario General de Gobierno del Estado.
En 1945 fue postulado como candidato a Gobernador por su partido, gracias a la simpatía que tenía con el gobernador saliente Isidro Fabela, triunfando en los comicios. En 1946 apoyó ampliamente al candidato presidencial de su partido Miguel Alemán Valdés, con quién entabló una amistad, llegando a ser considerado uno de los personajes más cercanos a él y un alemanista de cepa, cuándo esté resultó elegido Presidente. Al concluir su mandato intentó sin éxito ser el sucesor de su amigo el presidente Alemán, pues finalmente el dedazo presidencial recayó sobre el Secretario de Gobernación, Adolfo Ruiz Cortines.
Del Mazo Vélez siempre ha sido considerado como un miembro del Grupo Atlacomulco. En 1958 fue designado por el presidente Adolfo López Mateos, titular de la Secretaría de Recursos Hidráulicos, cargo en el que permaneció todo el sexenio.
Murió el 19 de diciembre de 1975 en la Ciudad de México, sus restos fueron originalmente sepultados en el Panteón Español en la Ciudad de México, para después ser trasladados a la Rotonda de las Personas Ilustres del Estado de México, en el Panteón General de Toluca.
Fue padre de Alfredo del Mazo González, gobernador del Estado de México de 1981 a 1986 y precandidato a la Presidencia de la República en 1987, y abuelo de Alfredo del Mazo Maza, gobernador del Estado de México de 2017 a 2023.